# Источна средоземна белогуза
Источна средоземна белогуза (лат. Oenanthe melanoleuca) је белогуза, мала птица певачица која је раније била класификована као члан породице дроздова (Turdidae), али се сада сматра мухарицом Старог света, (Muscicapidae). Раније је сматрана, а неки ауторитети је и даље сматрају, истоврсна са западном средоземном белогузом (Oenanthe hispanica).

## Таксономија
Источну средоземну белогузу је формално описао немачки природњак Јохан Антон Гулденштет 1775. године у својој књизи Novi Commentarii Academiae Scientiarum Imperialis Petropolitanae. Врста се сада налази у роду Oenanthe који је увео француски орнитолог Луј Пјер Вијејо 1816. године. Генеричко име, Oenanthe, је такође назив биљног рода, водених капљица, и изведено је од грчких речи αίνος — „вино” и άνθος — „цвет”, због мириса цветова сличног вину, а то се односи на повратак птица у Грчку у пролеће у време када цвета винова лоза. Специфицни епитет melanoleuca је од грчких речи μελας, μελανος — „црн” и λευκος — „бео”.

## Опис
Источна средоземна белогуза је 13,5-15,5  дугачка и 12-21  тешка. Мужјак у гнездећем перју има чело, теме и огртач беле или скоро беле боје са жућкасто-смеђкастом нијансом, а крила црња од крила обичне белогузе (Oenanthe oenanthe). Доњи део тела је бео са жућкасто-смеђкастом нијансом. Леђа, горњи део репа и већи део репа су бели. Црна маска се протеже од покривача ушију до кљуна. Грло може бити црно или бело.
У јесен и зиму глава и плашт су изразито жућкасто-смеђи, као и доњи делови тела, укључујући грло код јединки које немају црно грло, али интензитет жућкасто-смеђег пера варира. Осим централног пара, репна пера су много беља него код обичне белогузе, а бела боја на унутрашњој мрежи често се протеже до врха.
Женка је више сиво-смеђе боје, али има карактеристичан бели доњи део леђа, а њене сезонске промене су мање изражене.

### Разлике од западне средоземне белогузе
Мужјак источне средоземне белогузе може се разликовати од мужјака западне средоземне белогузе (Oenanthe hispanica) по бељим, мање жућкастим горњим деловима тела него код ове друге врсте, што му даје изразитије црно-бели изглед, као и по томе што црна боја маске досеже одмах изнад основе кљуна. Црногрле јединке ове врсте имају већу количину црне боје на грлу и лицу него код западних птица, а црна боја се генерално завршава наглије или у правијој линији. Удео мужјака са црним грлом повећава се са прогресијом ка истоку, од 42–52%, а у Северној Африци до око 80% у Транскавказу. Женке ове врсте се разликују од својих западних пандана по томе што су генерално хладније боје и тамнијег су карактера.

## Распрострањеност и станиште
Источна средоземна белогуза се гнезди у источном Медитерану, југоисточној Европи до Каспијског језера и Ирана, а мигрира у зимсковалишта у Судану. Преферира отворена станишта са расутим дрвећем, као што су савана, камените падине и неплодни пашњаци.